# Letala
Letala (finska: Laitila) är en stad i landskapet Egentliga Finland i Finland. Letala har cirka 8 370 invånare och har en yta på 545,33 km². Letala är enspråkigt finskt.
Letala blev en stad år 1986. Letalas grannkommuner är Eura, Nystad, Pyhäranta, Raumo, Vemo och Virmo. Riksväg 8 går genom Letala. 

## Geografi

### Byar
- Haarto
- Hartikkala
- Haukka
- Kaariainen
- Kaivola
- Katinhäntä
- Kaukola
- Kiveinen
- Kivijärvi
- Kodjala
- Koliseva
- Koukkela
- Kouma
- Kovero
- Kovio
- Krouvi
- Kusni
- Letala
- Lausti
- Leinmäki
- Malko
- Mudainen
- Niemi
- Nästi
- Pahojoki
- Pästgården
- Pato
- Pehtosalo
- Salo
- Seppälä
- Sillantaka
- Silo
- Sorola
- Soukainen
- Suontaka
- Syttyvä
- Torre
- Tuuna
- Untamala
- Vahantaka
- Vaimaro
- Valko
- Vekka
- Vidilä
- Viikainen
- Ytö

### Tätorter
I slutet av 2017 fanns det 8 610 invånare i Letala varav 5 918 bodde i tätorter. Det finns tre olika tätorter i Letala.
| # | Tätort         | Invånare (31.12.2017) |
| - | -------------- | --------------------- |
| 1 | Letala centrum | 5 579                 |
| 2 | Untamala       | 326                   |
| 3 | Ihode          | 13                    |

Endast en del av Ihode tillhör Letala stad. Största delen av tätorten finns i Pyhäranta kommun. Den 31 december 2021 hade Ihode totalt 592 invånare.

## Kultur och sevärdheter
Det finns en stor mängd fornlämningar från järnåldern i Letala. Den mest kända är Vainionmäki gravplats från vendeltiden, som ligger i Kodjala by. Det äldsta glasföremålet i Finland, ett dryckeshorn från romersk tid, har hittats i Letala.
Letala S:t Mikaels kyrka är en medeltidskyrka som har byggts i gråsten mellan 1460 och 1483.
År 2009 definierade Museiverket tre värdefulla byggda kulturmiljöer av riksintresse i Letala. Dessa inkluderar Untamala byväg , Suontaka by  och Kauppila mangård. 
Andra sevärdheter i Letala inkluderar Kattanens sten, den årliga äggmarknaden, Kustaa Hiekkas lässtuga och Pahojärvis gömda kyrka, som faktiskt är en grotta.

## Politik

### Mandatfördelning i Letala kommun, valen 1976–2025
| 3 | 5 | 2 | 2 | 15 |  | 2 | 5 |

| 2 | 6 | 3 | 13 | 2 |  | 8 |

| 6 |  | 6 | 13 |  | 8 |

|  | 7 | 3 | 15 | 9 |

|  | 10 |  | 2 | 14 | 7 |

|  | 8 | 3 |  | 15 | 7 |

| 2 | 7 | 3 | 16 |  | 6 |

|  | 6 |  | 6 | 15 |  | 5 |

| 20 | 15 |

|  | 7 |  | 3 | 14 |  | 8 |

| 22 | 13 |

| 6 |  | 5 | 16 |  | 6 |

| 23 | 12 |

| 5 |  | 3 | 2 | 2 | 14 | 4 |

| 21 | 10 |

| 4 | 5 | 2 | 15 |  | 4 |

| 24 | 7 |

| 4 |  | 2 |  | 15 | 2 | 6 |

| 19 | 12 |

## Befolkningsutveckling
| Befolkningsutvecklingen i Letala kommun 1975–2020                                                            | Befolkningsutvecklingen i Letala kommun 1975–2020 | Befolkningsutvecklingen i Letala kommun 1975–2020 | Befolkningsutvecklingen i Letala kommun 1975–2020 | Befolkningsutvecklingen i Letala kommun 1975–2020 |
| --- | ------------------------------------------------- | ------------------------------------------------- | ------------------------------------------------- | ------------------------------------------------- |
| |                                                   |                                                   |                                                   |                                                   |
| År |                                                   |                                                   | Folkmängd                                         |                                                   |
| 1975 | 1975                                              |                                                   | 8 669                                             |                                                   |
| 1980 | 1980                                              |                                                   | 8 855                                             |                                                   |
| 1985 | 1985                                              |                                                   | 9 185                                             |                                                   |
| 1990 | 1990                                              |                                                   | 9 342                                             |                                                   |
| 1995 | 1995                                              |                                                   | 9 128                                             |                                                   |
| 2000 | 2000                                              |                                                   | 8 821                                             |                                                   |
| 2005 | 2005                                              |                                                   | 8 569                                             |                                                   |
| 2010 | 2010                                              |                                                   | 8 440                                             |                                                   |
| 2015 | 2015                                              |                                                   | 8 520                                             |                                                   |
| 2020 | 2020                                              |                                                   | 8 468                                             |                                                   |
| Anm: Uppgifterna avser förhållandena den 31 december nämnda år enligt områdesindelningen den 1 januari 2022. |                                                   |                                                   |                                                   |                                                   |

## Församlingar
Den evangelisk-lutherska församlingen Letala församling har verksamhet i staden.  Församlingen har tre kyrkor: 
- Letala S:t Mikaels kyrka
- Untamala S:t Petri kyrka
- Soukainen S:t Bartolomaios kyrka

Ortodoxa kyrkan i Finland är också verksamma i området genom Åbo ortodoxa församling.

## Bilder

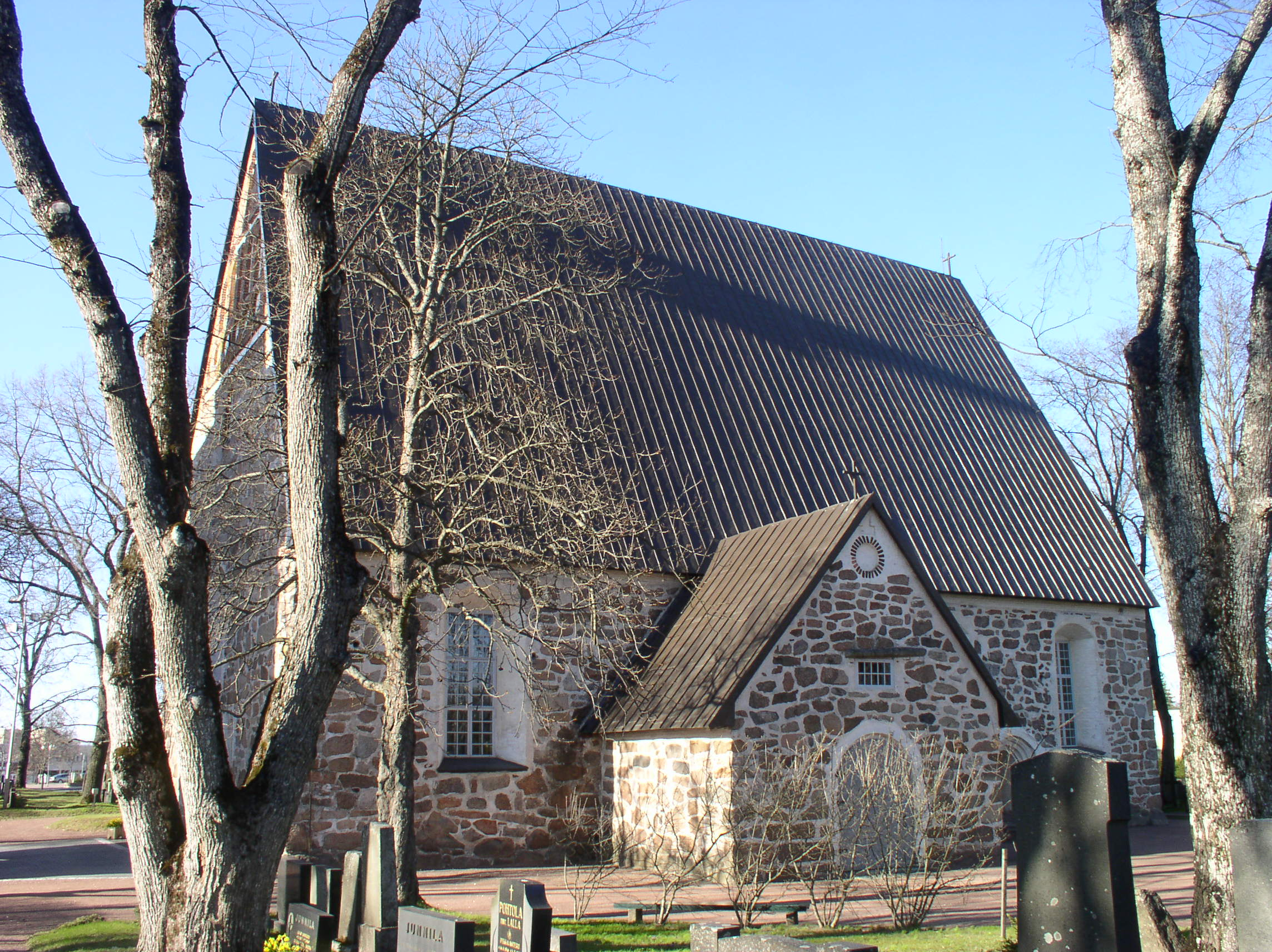
Sankt Mikaels kyrka, Letala
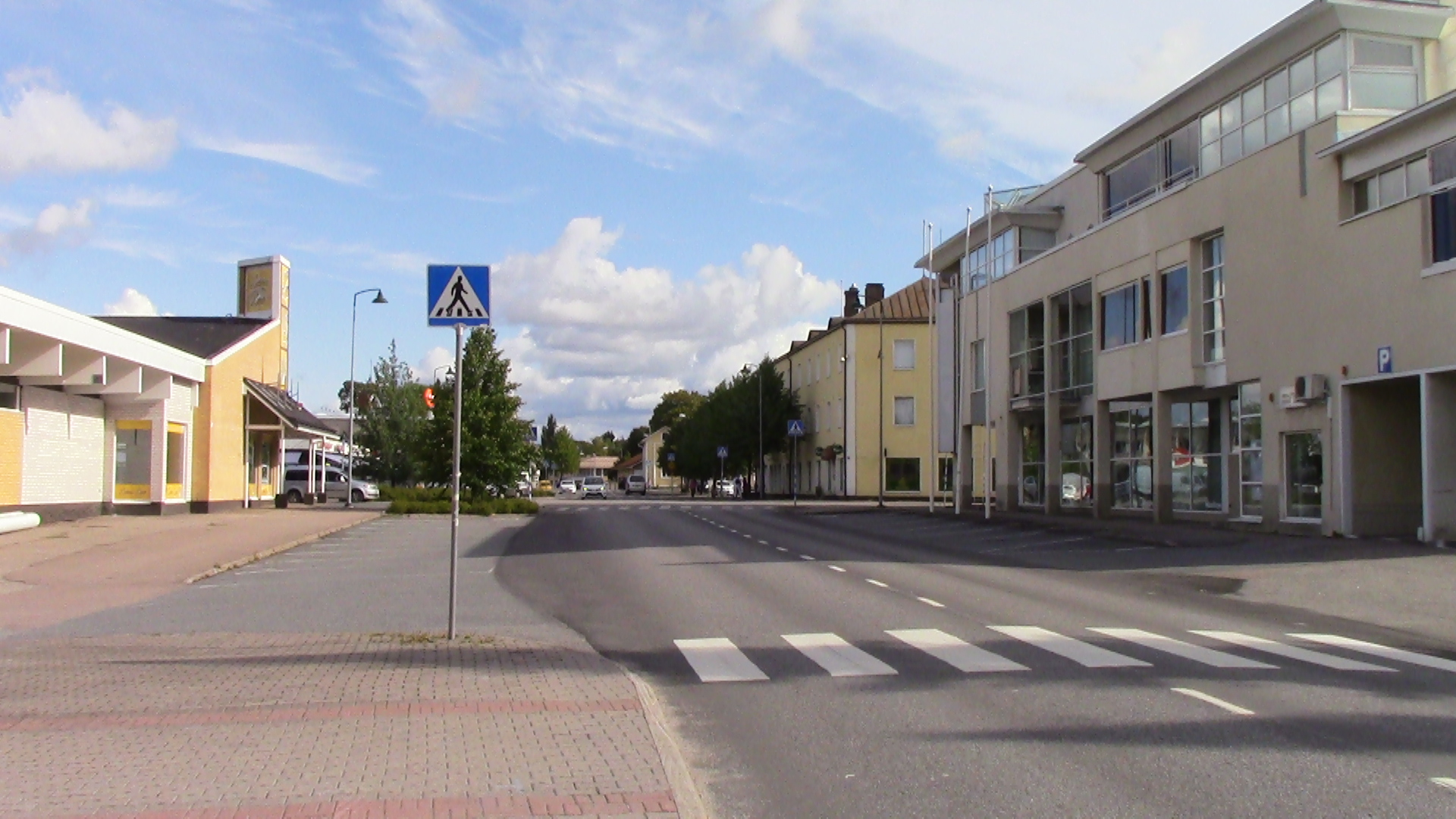
Letala huvudgata
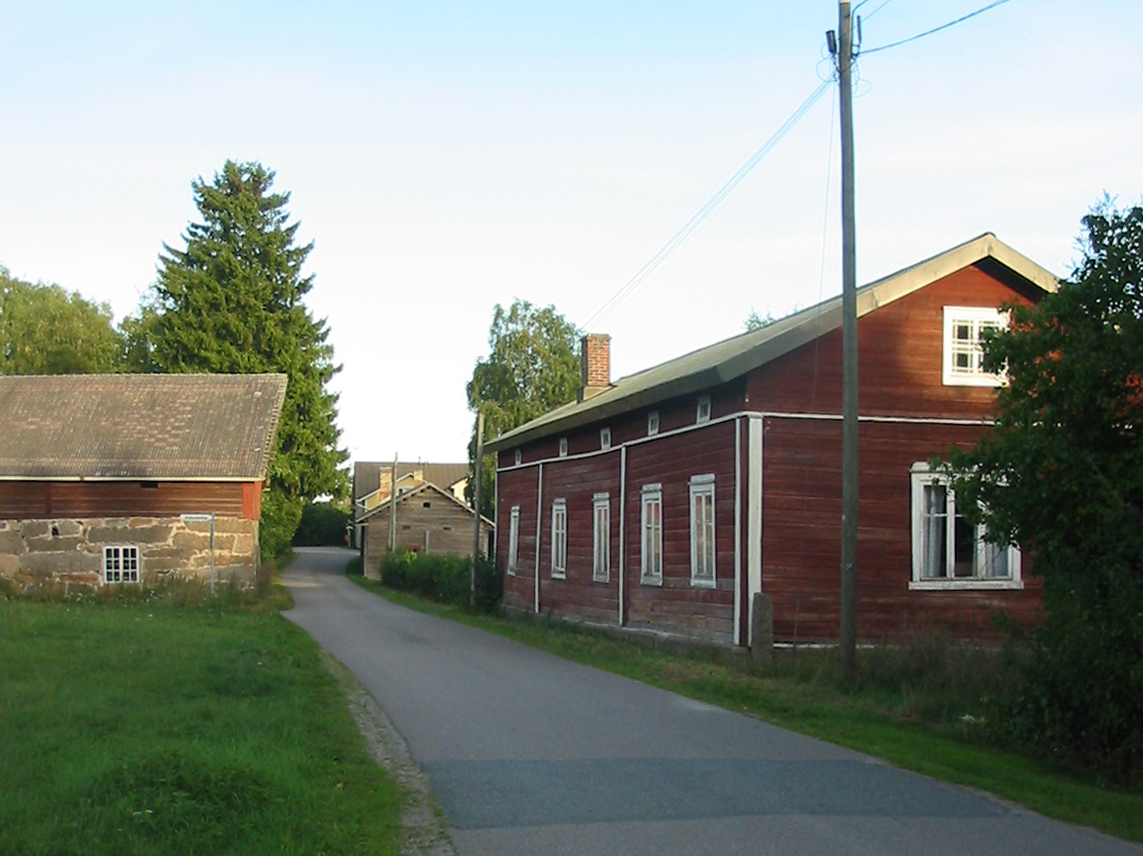
Bygatan i Untamala
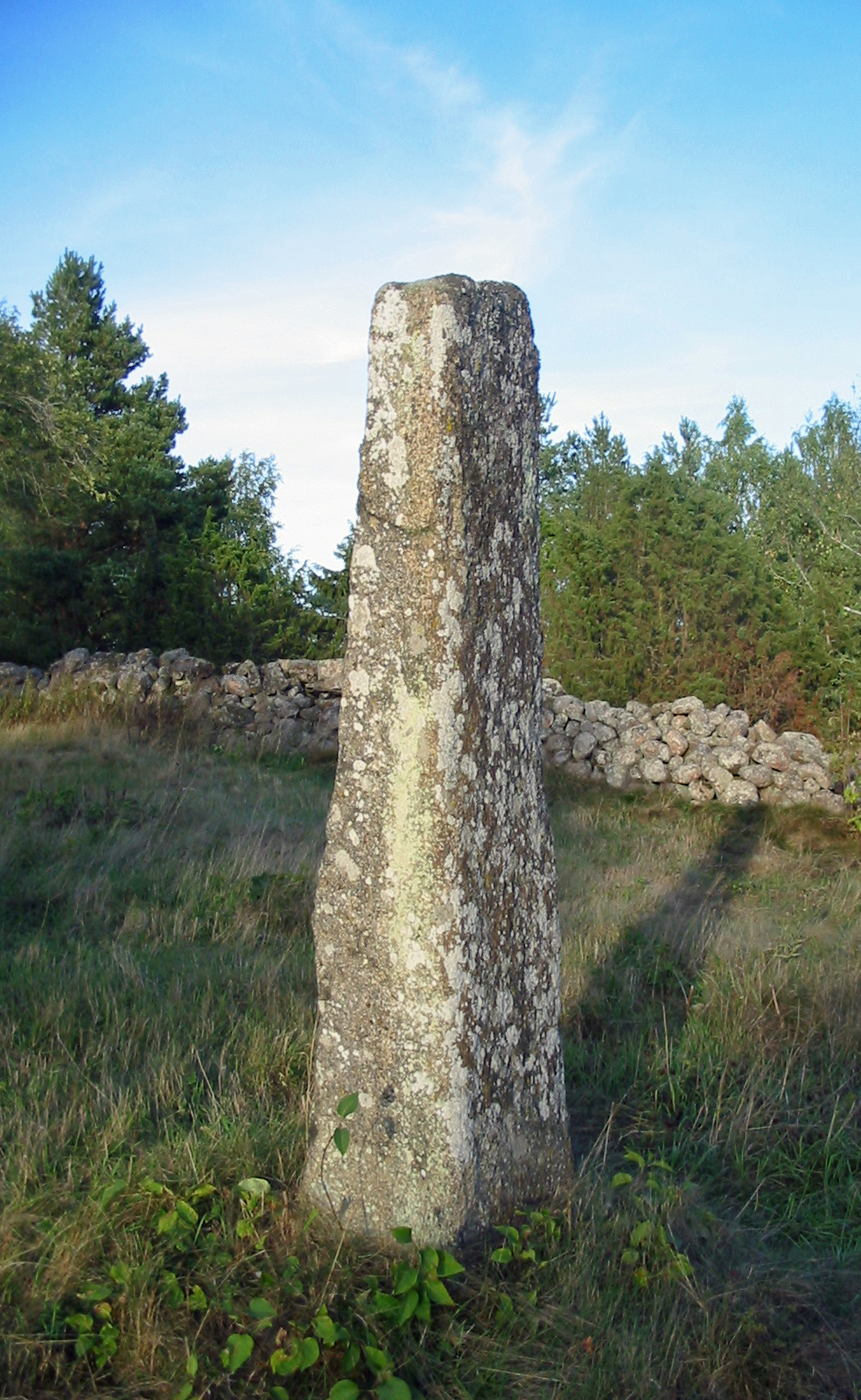
Gravmonument från ca 1200, Untamala